# Кейзер, Хендрик де
Хендрик де Кейзер, Хендрик де Кейсер (нидерл. Hendrick de Keyser, 15 мая 1565 года, Утрехт, Испанские Нидерланды — 15 мая 1621 года, Амстердам, Республика Соединённых провинций) — нидерландский архитектор и скульптор, сыгравший важную роль в формировании оригинального стиля нидерландской архитектуры этапа позднего «ренессанс-маньеризма» амстердамской школы. Работал главным образом в Амстердаме, но отдельные постройки имеются в других местах Голландской республики.
Хендрик де Кейзер — глава большой семьи нидерландских художников: он был отцом живописца-портретиста и архитектора Томаса де Кейзера, архитекторов Питера и Виллема де Кейзеров, а также дядей Гюберта де Кейзера, которые стали его учениками, занимались строительством и декоративным искусством. Художниками были и многие другие члены этой семьи.

## Биография

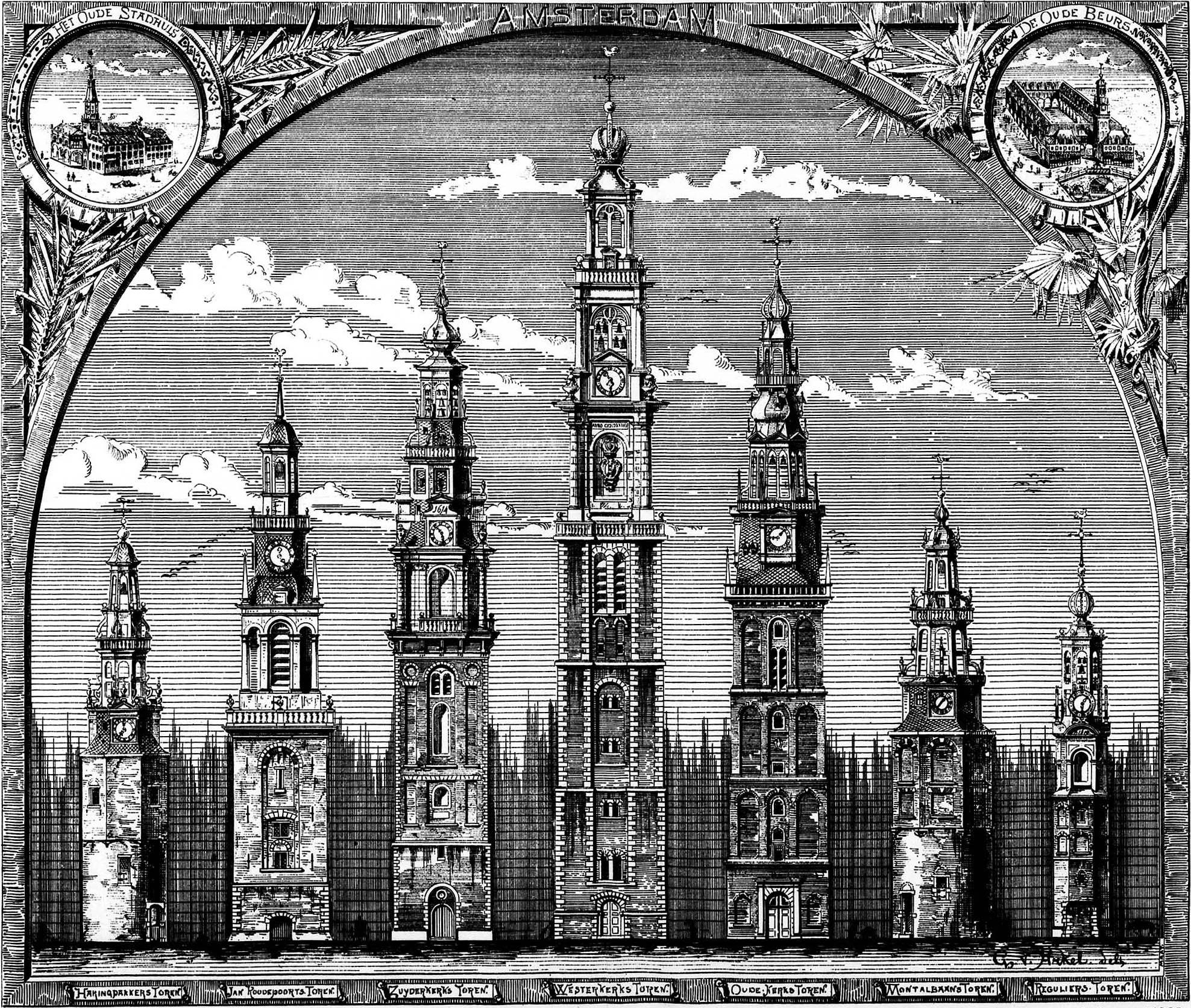
Башни Амстердама (слева направо: Haringpakkerstoren, Jan Rodepoortstoren, Zuidertoren, Westertoren, Oudekerkstoren, Montelbaanstoren, Munttoren). Офорт Г. ван Аркела. 1885

Хендрик родился в Утрехте в семье мастера-краснодеревщика. Воспитывался в экспроприированном монастыре Catalijne Convent. В молодости поступил в ученики к строительному мастеру Корнелису Блумарту Первому. В 1591 году последовал за Блумартом в Амстердам. Там же женился на Бейкен ван Вильдре из Антверпена.
С 1594 года он был главным архитектором и скульптором Амстердама. В круг его обязанностей входили обыденные задачи, которые обычно связываются со службой городского архитектора. Де Кейзер известен возведением ряда важных зданий, принадлежащих к основным историко-архитектурным памятникам столицы Голландии и ряда других городов Нидерландов. Из них до настоящего времени сохранились Делфтская ратуша (1618—1620), а также четыре приходские «топографические церкви», образующие на карте Амстердама своеобразный крест, подобный «розе ветров»: Зёйдеркерк (Южная церковь, 1603—1611) с высокой башней (1614), Вестеркерк (Западная церковь, 1620—1631) и Западная башня (Westertoren, построенная в 1638 году, впоследствии перестроенная) и Нордеркерк (Северная церковь). Остеркерк (Восточная церковь) была возведена другими архитекторами (Д. Сталпертом и А. Дортсманом).
Здание Амстердамской товарной биржи (1608—1613), также построенное де Кейзером, было разрушено в XIX веке. Считается, что Хендрик де Кейзер, скорее всего, спроектировал и амстердамское здание голландской Ост-Индской компании: «Ост-Индский дом» (Oost-Indisch Huis). Реконструкция Ваага (Den Waag), здания весовой конторы, также состоялась в 1617 году по его проекту.

## Архитектурный стиль

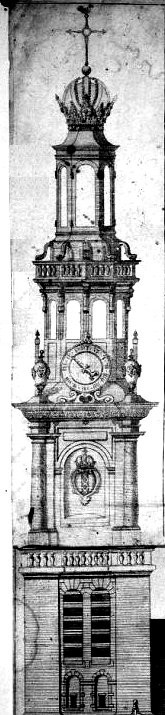
Западная башня (Westertoren). Офорт из книги Сaломона де Брaя «Современная архитектура». 1631

Проекты Хендрика де Кейзера, реализованные в Амстердаме в первые десятилетия XVII века, ознаменовали установление в нидерландской столице позднеренессансного маньеризма, который иногда упоминается под названием «амстердамский ренессанс». Этот архитектурный стиль во многом отличается от итальянской архитектуры эпохи Возрождения XVI века. Классические ордерные элементы, такие как пилястры, карнизы и фронтоны, использовались архитектором преимущественно не конструктивно, а в качестве элементов поверхностного декорирования.
Де Кейзер никогда не следовал в точности принципам классической архитектуры, изложенным в итальянских трактатах Серлио и Палладио. Его версия архитектуры классицизма основывается на традициях архитектуры стран Северной Европы. Е. И. Ротенберг писал, что в произведениях де Кейзера «постепенно вырисовываются черты классической архитектурной доктрины, правда, понятой ещё в упрощённой форме». О церковных зданиях, где ярче всего проявилась индивидуальность архитектора, Ротенберг писал, что в них «отдельные мотивы восходят то к барочным, то к классицистическим образцам. Но в целом эти сооружения лишены органической целостности стиля, и сама структура их и трезвый, несколько прозаический облик равно далеки и от живой пластики барокко, и от гармонического равновесия и ясности классицизма». Тем не менее, амстердамская архитектурная школа, возглавляемая Хендриком де Кейзером, кажется более близкой европейскому классицизму, чем харлемская, представленная творчеством Ливена де Кея.
Деятельность де Кейзера не ограничивалась Амстердамом. В 1607 году городские магистраты отправили его в Англию, где он работал вместе с известным английским архитектором-палладианцем Иниго Джонсом (1573—1652). Когда Хендрик де Кейзер вернулся в Амстердам, к нему присоединился один из помощников Джонса, Николас Стоун. В течение нескольких лет Стоун работал с Де Кейзером и даже стал его зятем в 1613 году. Его внук, живописец Генри Стоун, учился у Томаса де Кейзера.
В последующем голландский классицизм достиг наиболее ясного выражения в творчестве Якоба ван Кампена, Питера Поста, братьев Филипса и Юстуса Винкбонса.
Помимо карьеры архитектора, Де Кейзер работал скульптором. Он разработал проект надгробного памятника Вильгельма Молчаливого для «Новой церкви» (Nieuwe Kerk) в Делфте (1614—1623). Однако де Кейзер не дожил до её завершения. Его сын Питер, унаследовавший его инструменты и чертежи, завершил его работу.
В 1631 году Сaломон де Брaй опубликовал описания новых зданий Амстердама и биографии их создателей, Хендрика де Кейзера и Корнелиса Данкертса де Ри, двух ключевых архитекторов голландского классицизма, под названием «Современная архитектура» (Architectura Moderna). Книга снабжена множеством гравюр, созданных при участии сына Корнелиса Данкертса де Ри.
Де Кейзер умер в свой день рождения и был похоронен в церкви Зёйдеркерк, которую он сам и построил.

## Галерея

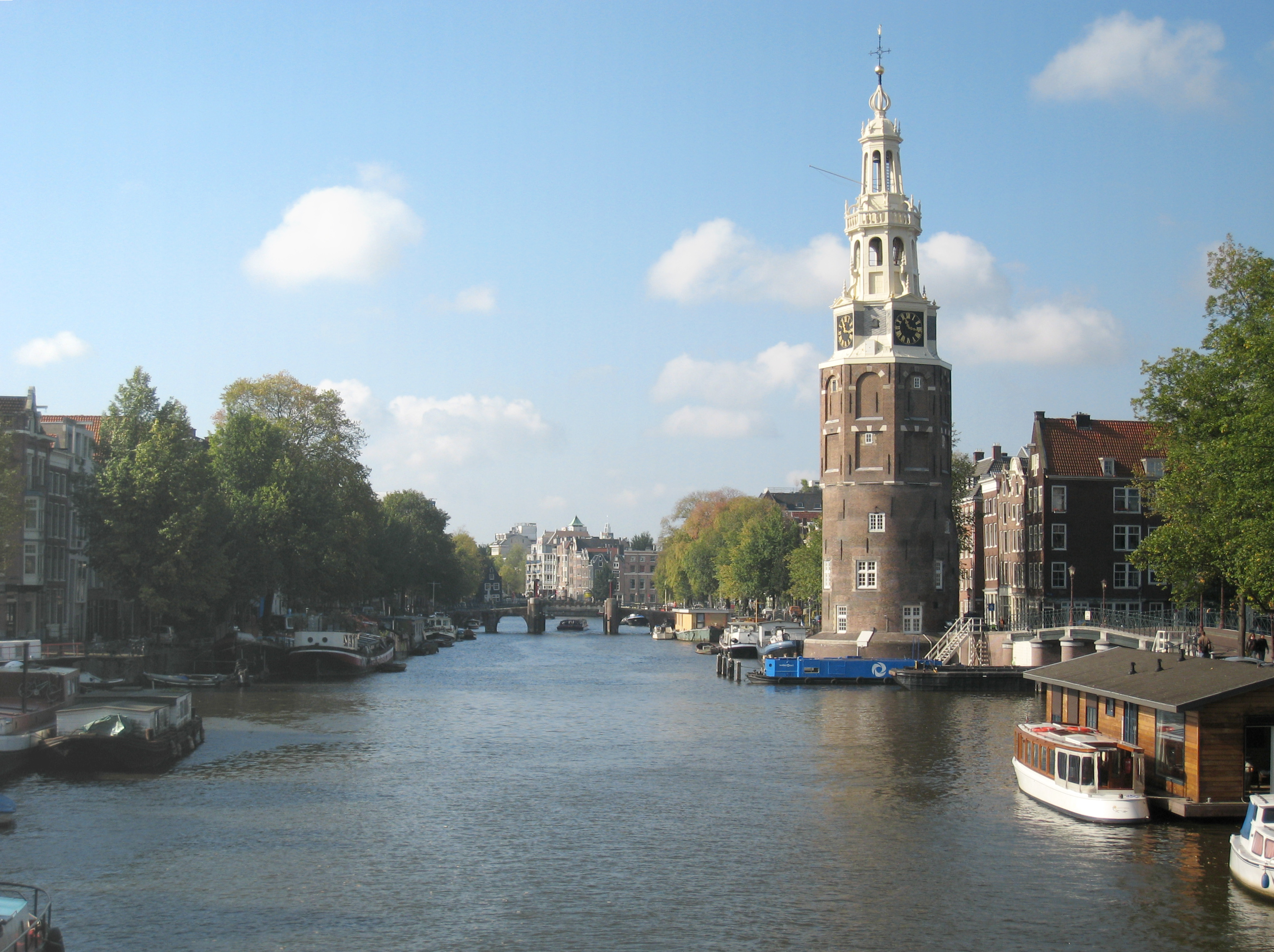
Башня Монте-Альбано (Montelbaanstoren). 1606. Амстердам
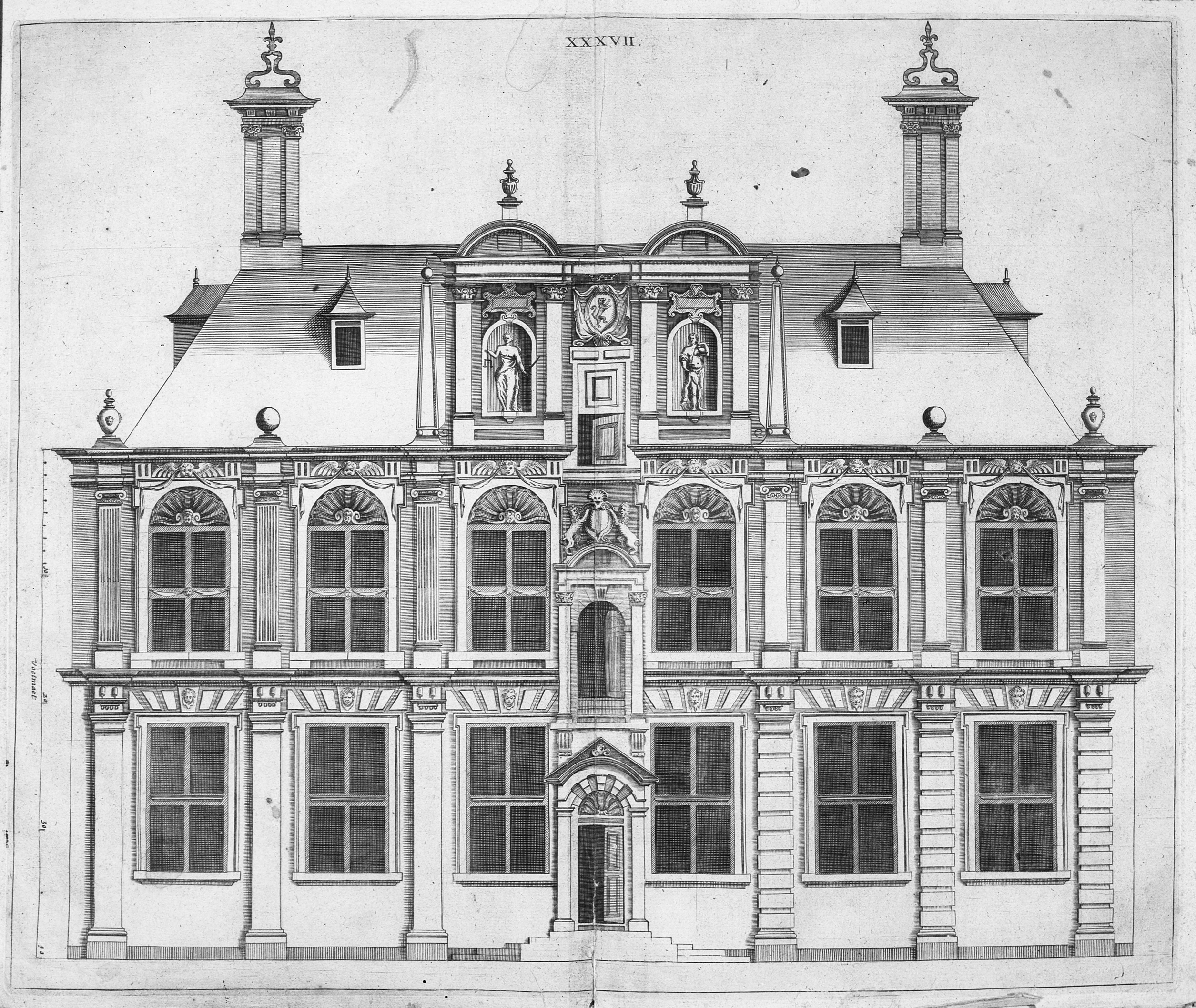
Ратуша в Делфте. Проект 1618 г.
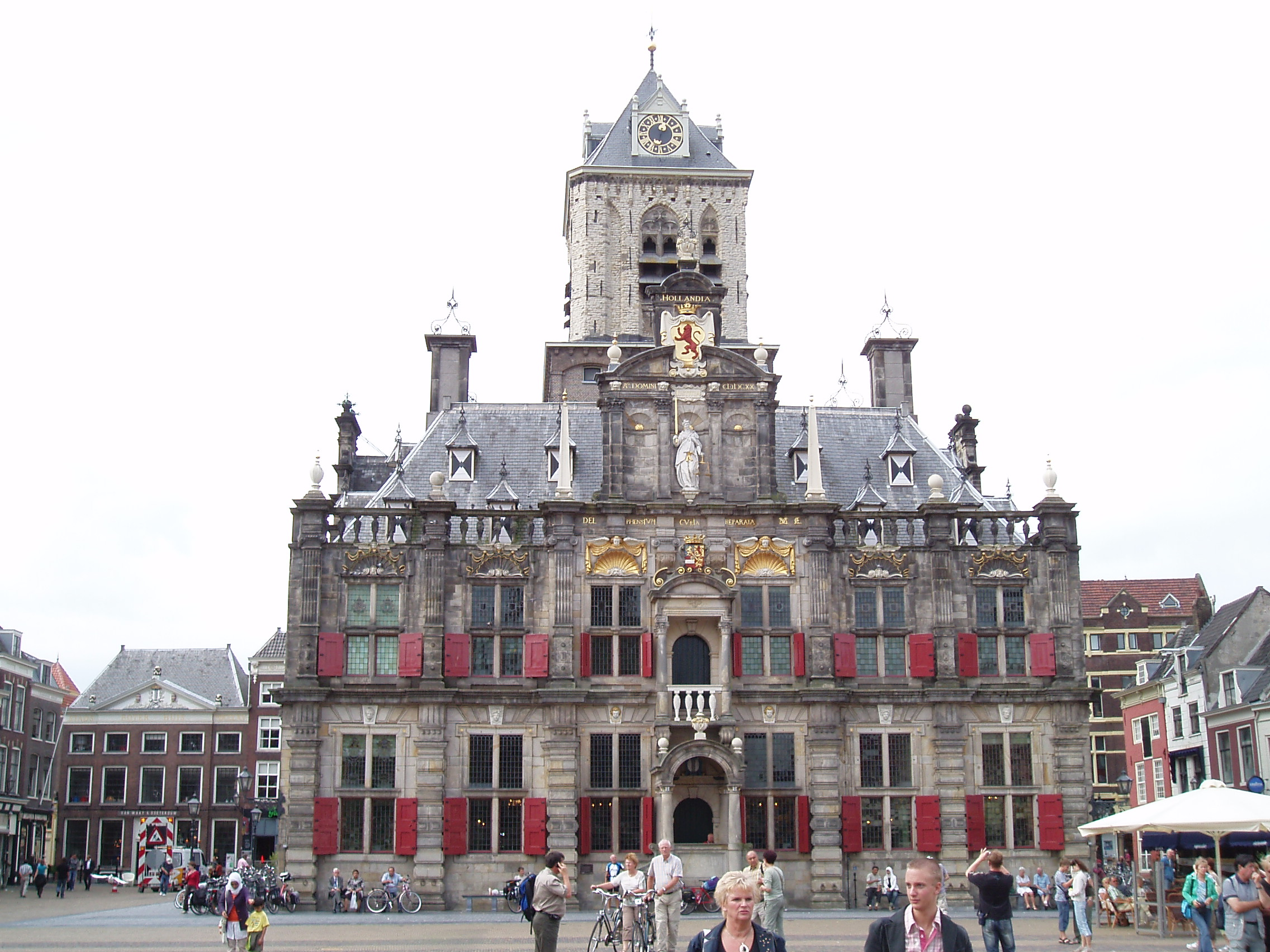
Ратуша. 1619. Делфт
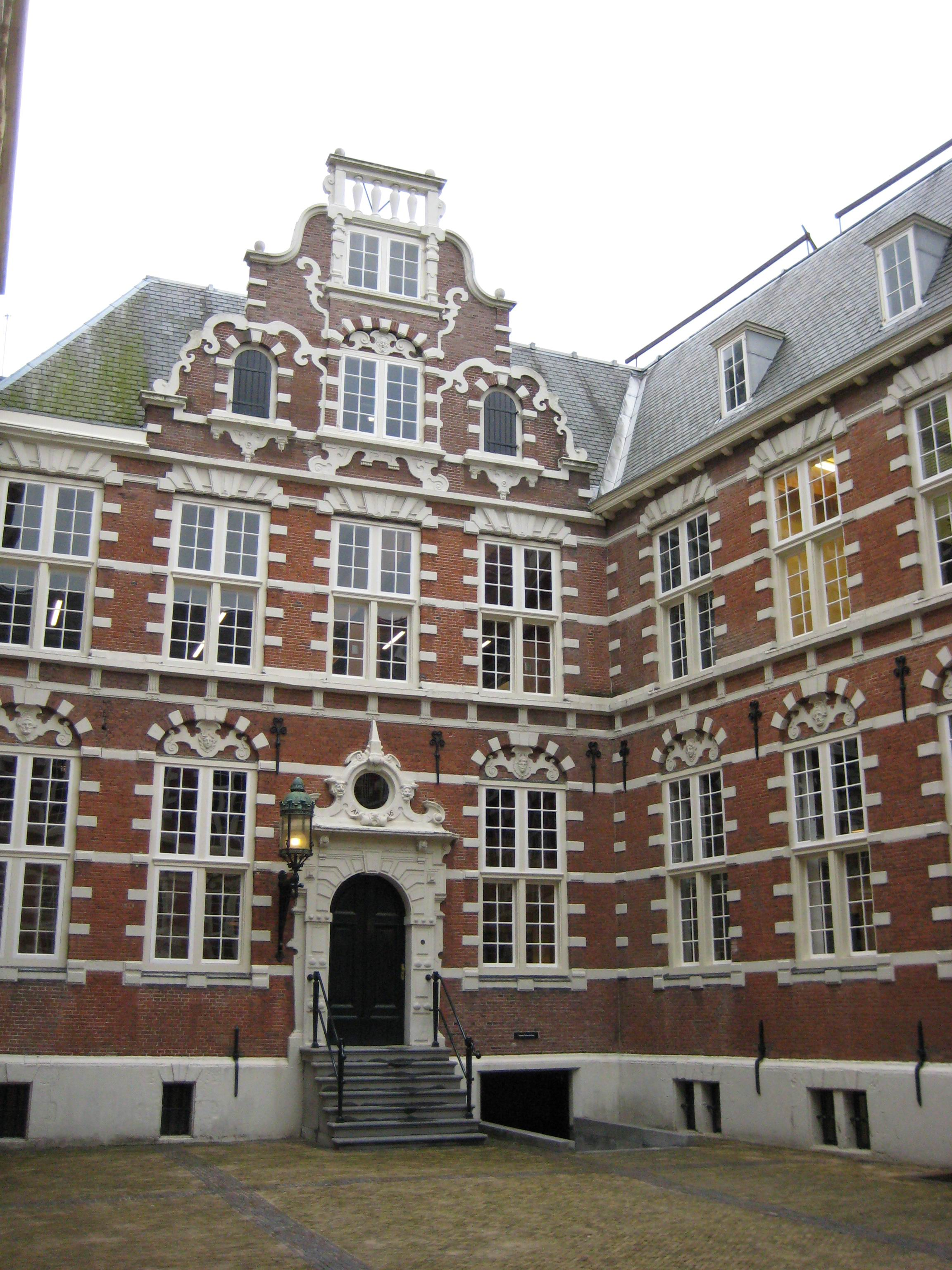
Здание голландской Ост-Индской компании. 1606. Амстердам
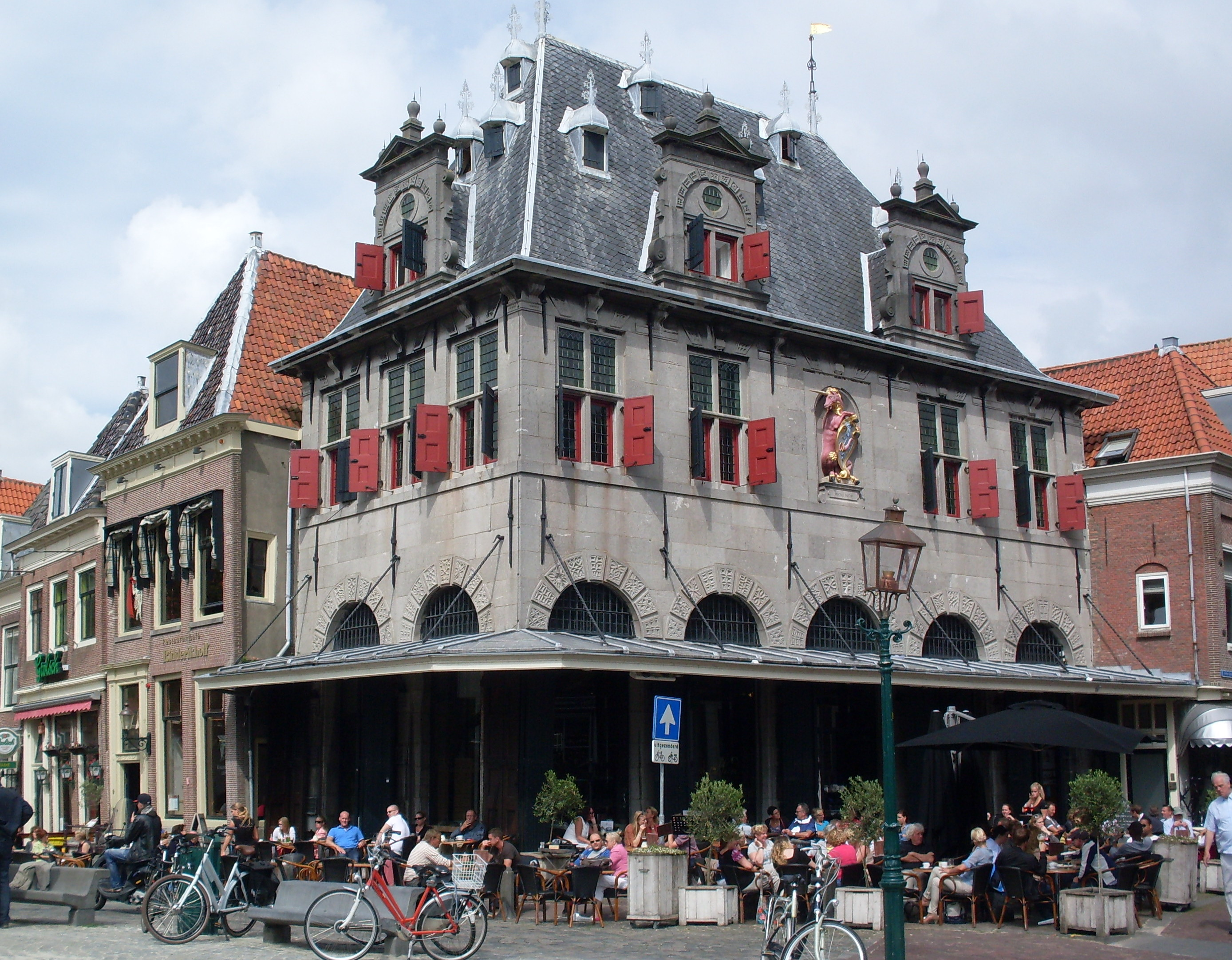
Вааг (Весовая контора). 1617. Хоорн
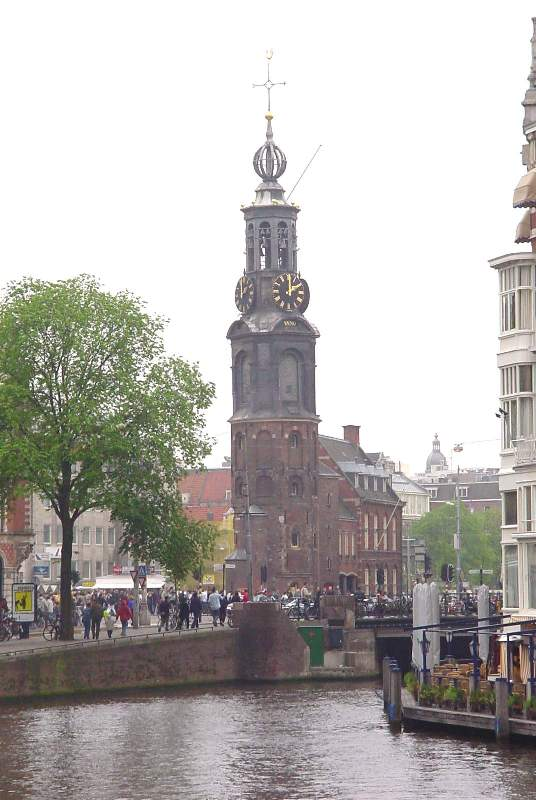
Munttoren (Монетная башня). 1619. Амстердам
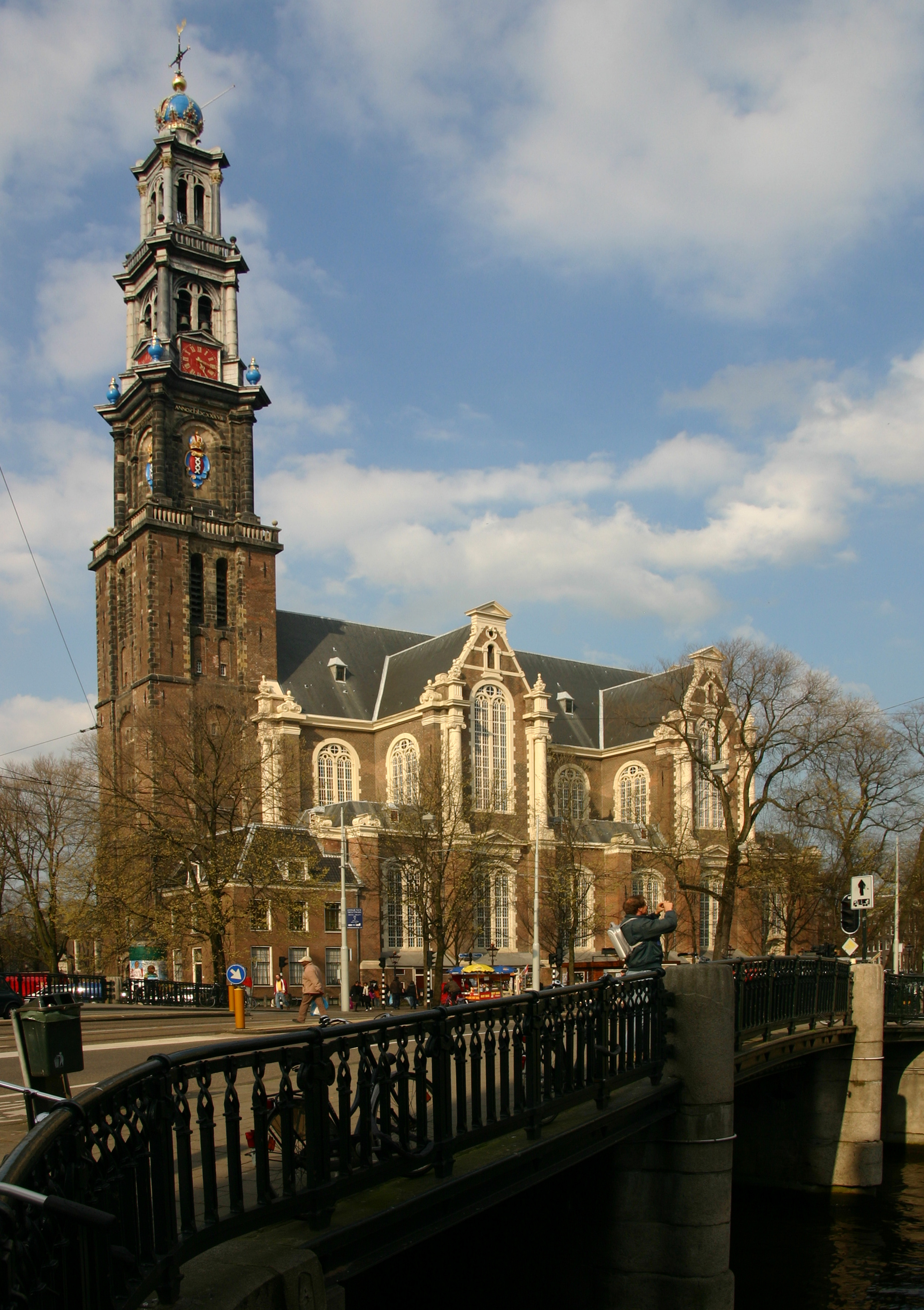
Вестеркерк. 1620—1631. Амстердам
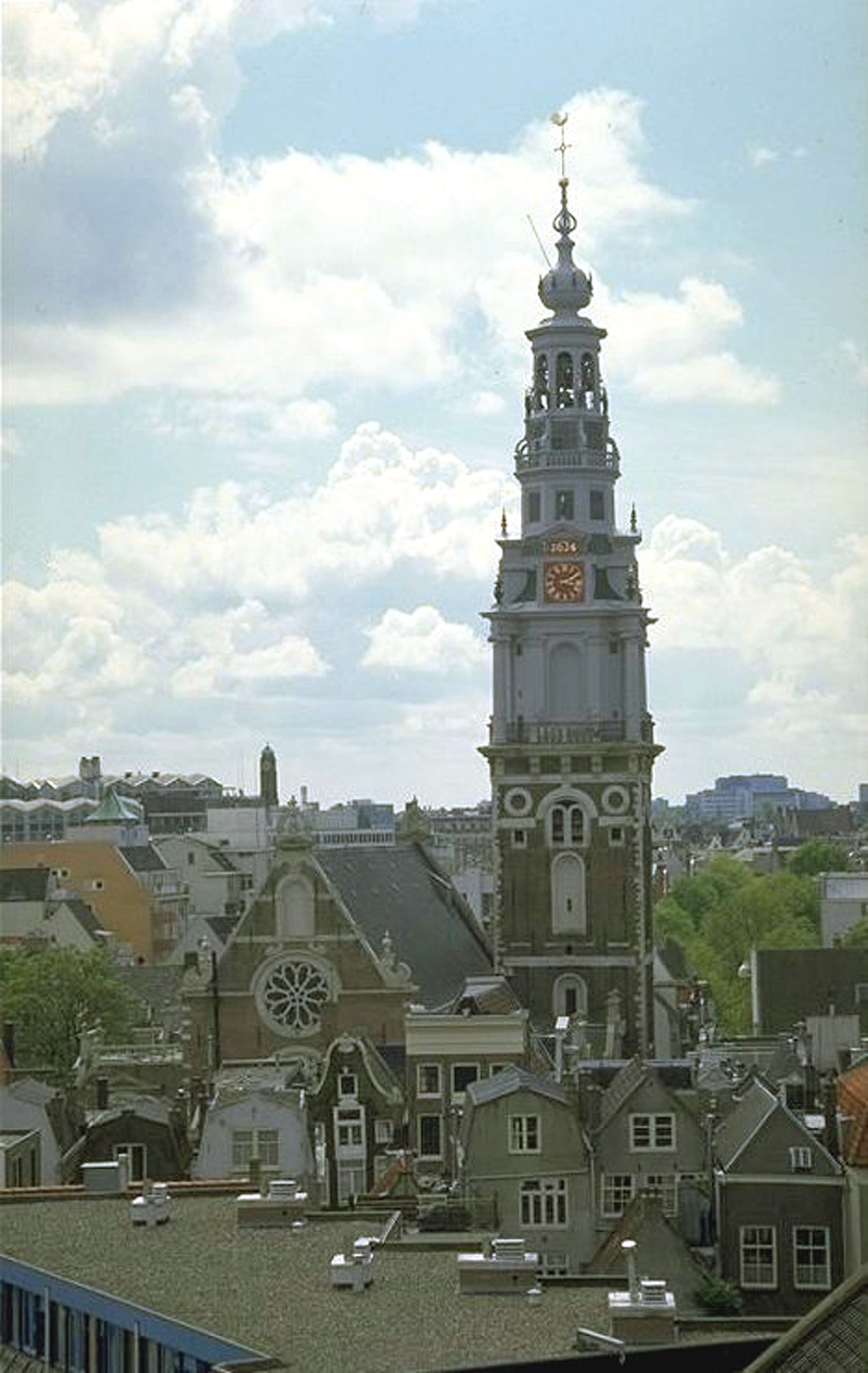
Зёйдеркерк. 1606—1611. Амстердам
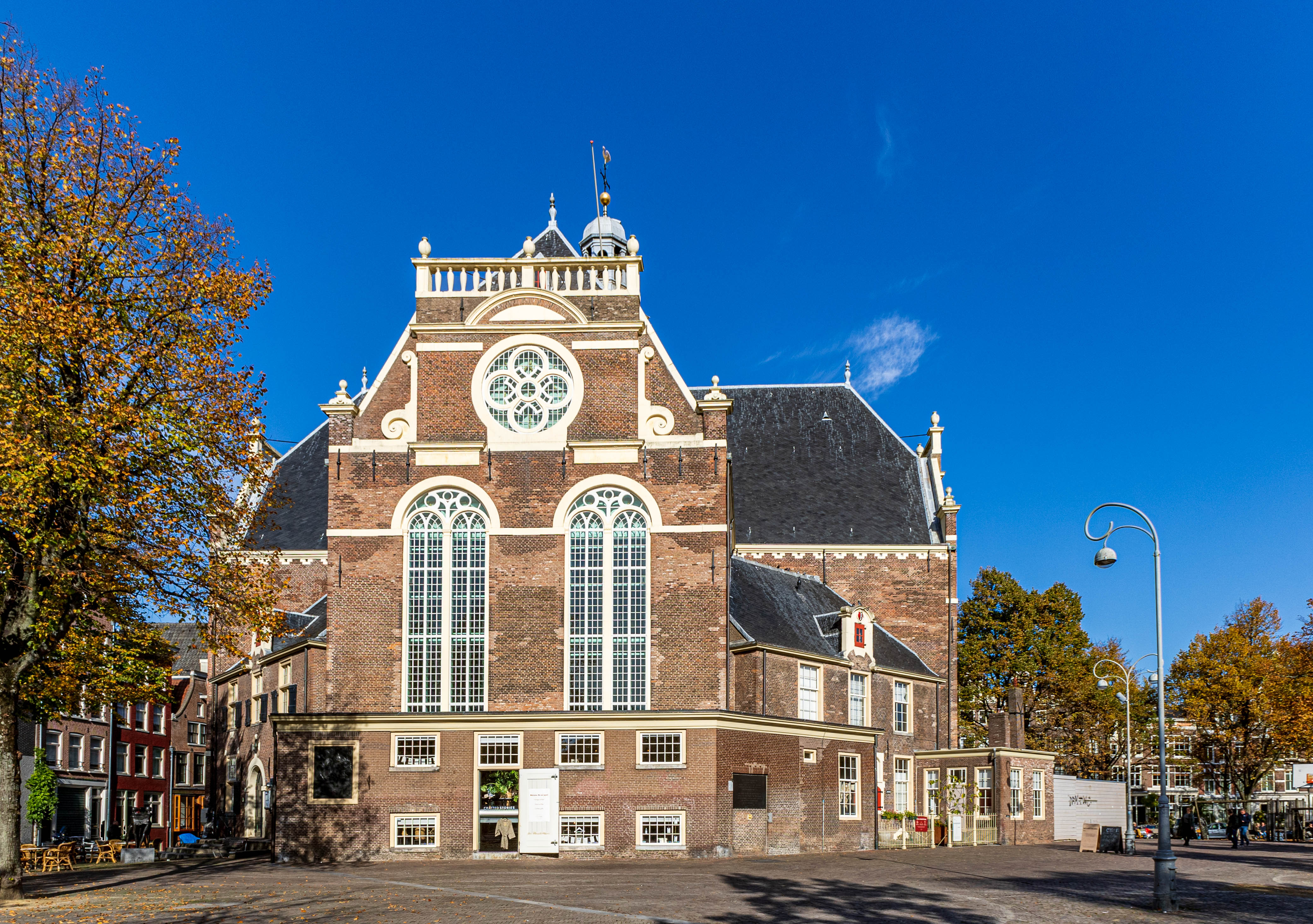
Нойдеркерк. 1620—1623. Амстердам
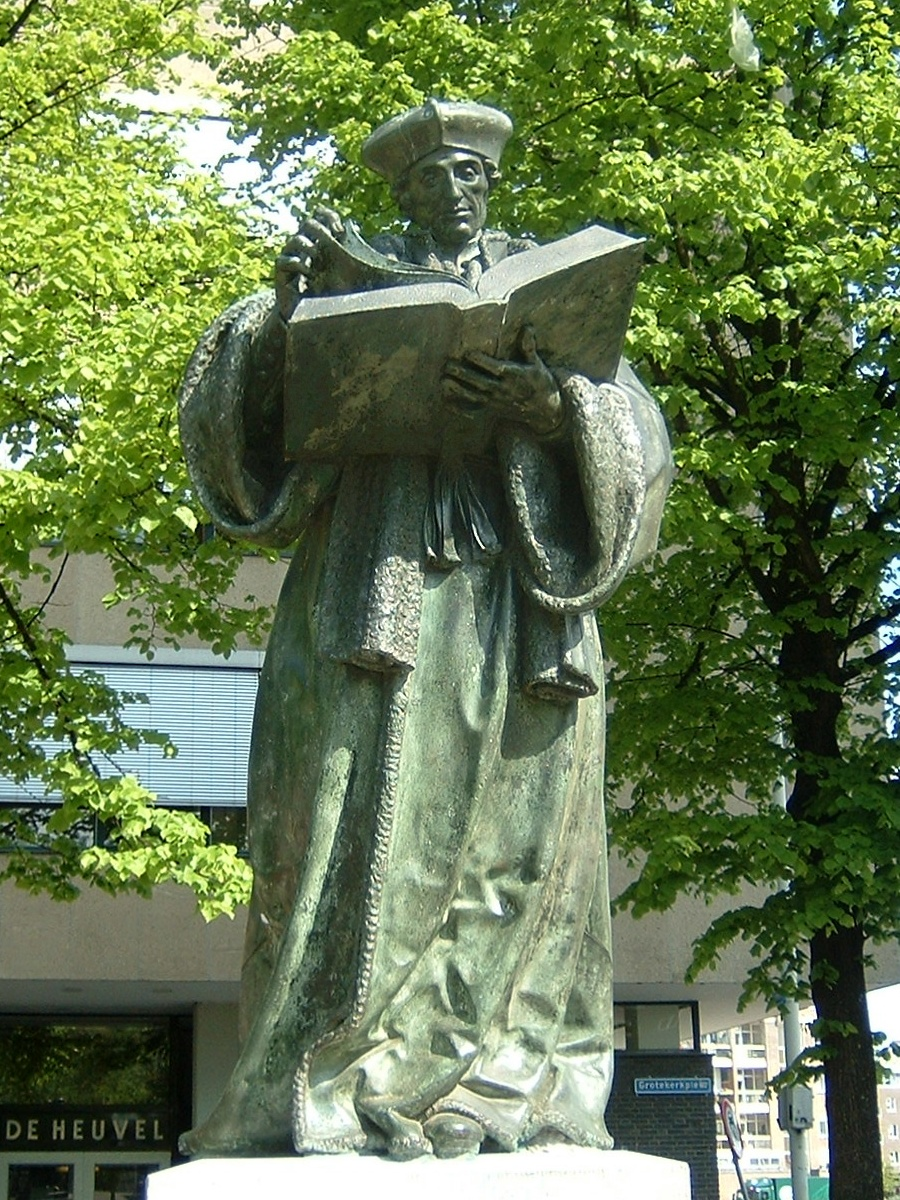
Памятник Эразму Роттердамскому. 1618—1622. Бронза. Роттердам
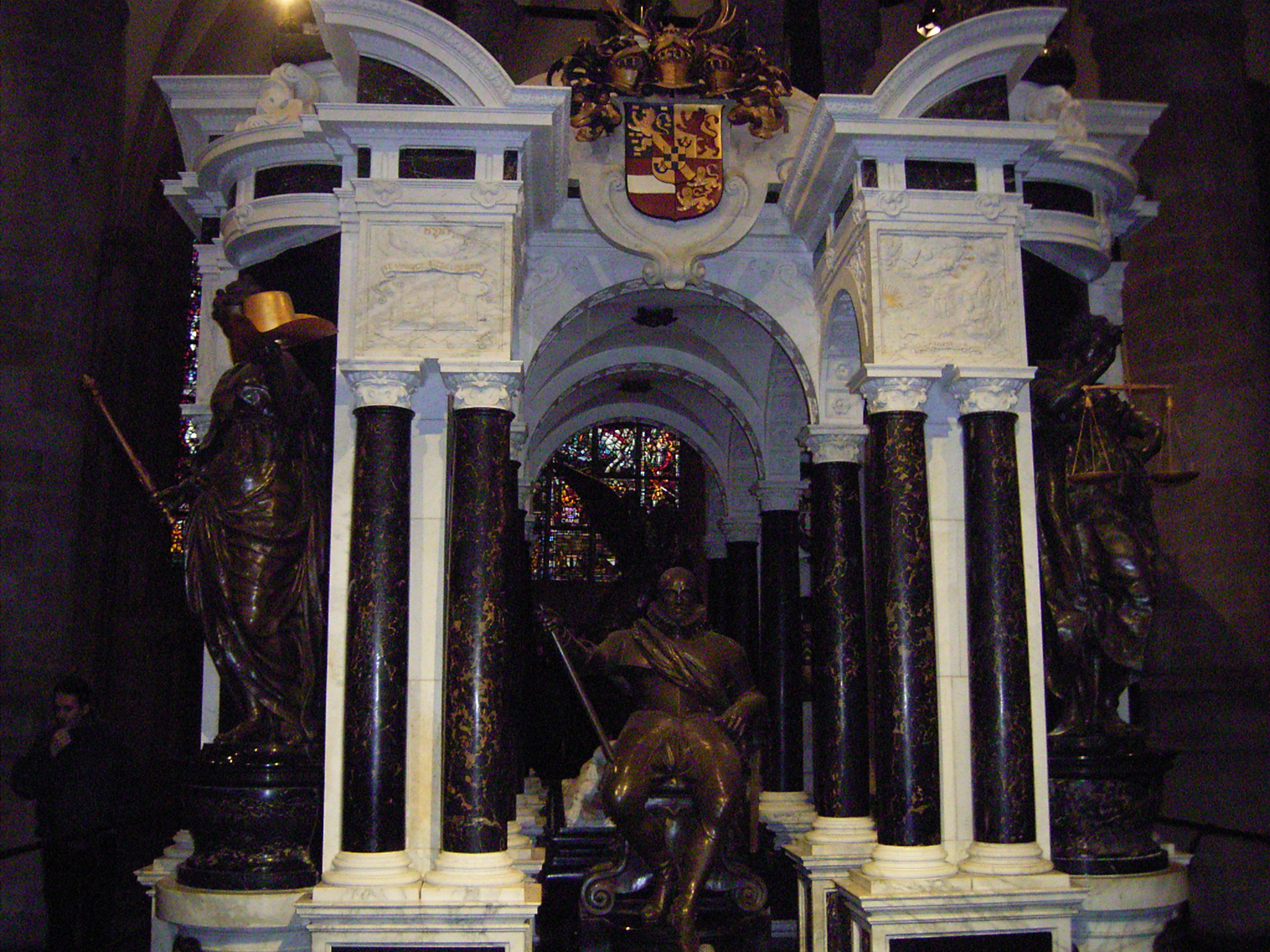
Надгробный монумент Вильгельму Молчаливому. Новая церковь. 1614—1623. Делфт